# Conde (kommun i Brasilien, Bahia, lat -11,80, long -37,65)
Conde är en kommun i Brasilien.   Den ligger i delstaten Bahia, i den östra delen av landet, 1 200 km öster om huvudstaden Brasília. Antalet invånare är 23 594.
Följande samhällen finns i Conde:
- Conde

Omgivningarna runt Conde är en mosaik av jordbruksmark och naturlig växtlighet.